# Marafloden
Marafloden er en flod i Afrika, som løber gennem Kenya og Tanzania. Den har givet navn til Masai Mara vildtreservatet i Kenya. Marafloden er 395 km lang og har et afvandingsområde på ca. 13.504 km2, hvoraf ca. 65 % ligger i Kenya. Den har sit udspring i Kenyas højland og løber ud i Victoriasøen.
- Wikimedia Commons har flere filer relateret til Marafloden

1°30′50″S 33°55′56″Ø / 1.51389°S 33.93222°Ø